# Збірна Уельсу з футболу
Збірна Уельсу з футболу (валл. Tîm pêl-droed cenedlaethol Cymru) — національна команда, яка представляє Уельс у міжнародному футболі. Керується Футбольною асоціацією Уельсу. Футбольна асоціація країни — одна з найстаріших у світі (створена у 1875). Член ФІФА з 1946 року.
Футбольна збірна Уельсу веде лік виступів з 1876 року, коли у березні валлійці зіграли свій перший матч в рамках чемпіонату серед збірних британських островів. Збірна Уельсу довгі роки змагалася тільки з британськими командами, а перший міжнародний матч провела лише у 1933 році проти збірної Франції. Уельс постійно брав участь у відбіркових іграх до чемпіонатів Європи і світу, але, оскільки всі британські команди утворювали окрему відбіркову групу, жодного разу за цей час у фінальну частину не пробивався. До чемпіонату світу 1958 року було вирішено відмовитися від цього правила, і від Британії на турнір поїхали відразу чотири команди, у тому числі і Уельс. Там збірна Уельсу дійшла до чвертьфіналу. У чвертьфіналі команда, у складі якої грали легенди британського футболу Джон Чарлз, Айвор Оллчерч, Кліфф Джонс та Джек Келсі, лише з мінімальним рахунком програла майбутнім чемпіонам, бразильцям. Єдиний м'яч в тій зустрічі забив геніальний Пеле, для якого це був перший гол на світовій першості.
Лише через 58 років збірна досягла свого другого великого турніру, коли видала підйом з серпня 2011 року по жовтень 2015 року на 109 місць із історично низького 117-го місця до найвищого 8-го у світовому рейтингу ФІФА і пройшла кваліфікацію на Євро-2016. Там валлійці дійшли до півфіналу, а потім знову програли майбутнім чемпіонам, Португалії. Через 5 років Уельс вилетів на стадії 1/8 фіналу Євро-2020. Вони також дійшли до чвертьфіналу Євро-1976, хоча ця стадія проходила в двох матчах вдома і на виїзді і не вважається частиною фінального турніру.
Історично в складі валлійської команди були гравці з найкращих клубних команд Уельсу, «Кардіфф Сіті» та «Свонсі Сіті». Ці два валлійські клуби грають в системі англійських ліг поряд з іншими валлійськими клубами «Ньюпорт Каунті», «Рексем» і «Мертір Таун». Однак більшість валлійських футбольних клубів грають у системі валлійських футбольних ліг. Уельс, як країна Сполученого Королівства, не є членом Міжнародного олімпійського комітету, і тому національна команда не бере участь в Олімпійських іграх.
Валлійці проводять свої домашні матчі на стадіоні «Міленіум» в місті Кардіфф. До зведення цього п'ятизіркового стадіону команда переважно грала на домашніх стадіонах футбольних клубів «Кардіфф Сіті» і «Свонсі Сіті».
Станом на 28 листопада 2024 посідає 29-e місце у рейтингу футбольних збірних світу.

## Історія

### Ранні роки

Звіт The Cardiff Times про перший матч збірної Уельсу проти Шотландії в 1876 році.

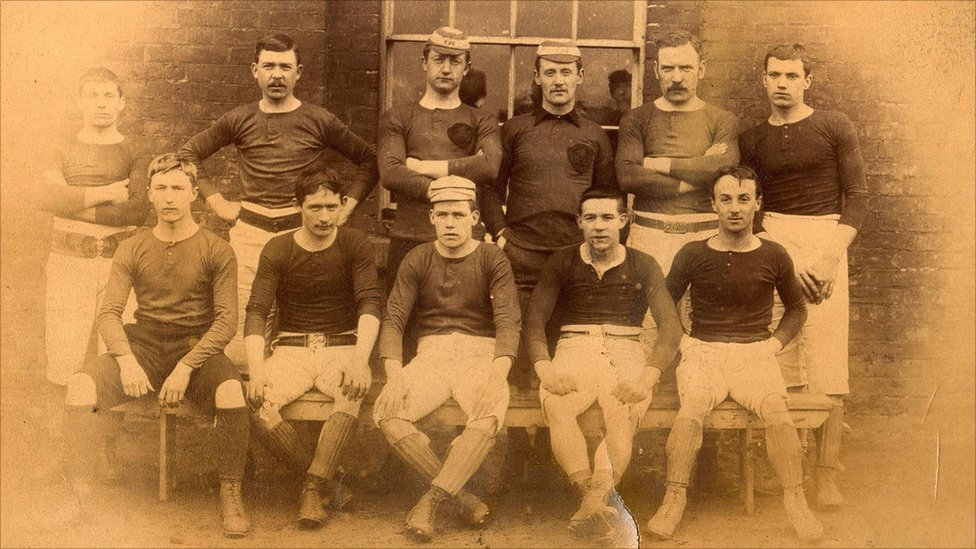
Збірна Уельсу 1887—1888 років.

Збірна Уельсу провела свій перший матч 25 березня 1876 року проти Шотландії в Глазго, ставши третьою найстарішою збірною у світі. Хоча шотландці виграли перший матч з рахунком 4:0, наступного року був запланований матч-реванш в Уельсі, тому перший міжнародний футбольний матч на валлійській землі відбувся у Рексемі, 5 березня 1877 року. Шотландія здобула перемогу з рахунком 2:0. Перший матч Уельсу проти Англії відбувся в 1879 році, в ньому валлійці програли 1:2 на «Овалі» в Лондоні, а в 1882 році Уельс вперше зустрівся з Ірландією, вигравши 7:1 у Рексемі.
Асоціації чотирьох національних націй зібралися на Міжнародній футбольній конференції в Манчестері 6 грудня 1882 року, щоб встановити звід всесвітніх правил. На цій зустрічі було створено Міжнародну раду футболу (IFAB) для затвердження змін до правил, завдання, яке чотири асоціації виконують донині. У сезоні 1883–84 було сформовано Домашній чемпіонат Великої Британії, турнір, який проводився щорічно між Англією, Шотландією, Ірландією та Уельсом до сезону 1983/84. Уельс був чемпіоном 12 разів, перемігши 7 разів і розділивши титул п'ять разів.
ФАУ стала членом ФІФА, керівного органу світового футболу, у 1910 році, але відносини між ФІФА та британськими асоціаціями були важкими, і британські нації вийшли з ФІФА в 1928 році через суперечку щодо виплат гравцям-аматорам. В результаті Уельс не брав участі у перших трьох чемпіонатах світу. 1932 року Уельс зіграв проти Республіки Ірландія, вперше зігравши проти команди, яка не входила до чотирьох британських країн. Через рік Уельс вперше провів матч за межами Сполученого Королівства, коли вирушив до Парижа, щоб зіграти зі збірною Франції (1:1).
Після Другої світової війни Уельс разом з іншими трьома країнами Британії знову приєднався до ФІФА в 1946 році і взяв участь у відбіркових раундах до чемпіонату світу 1950 року, де Домашній чемпіонат 1949/50 років виступав у ролі відбіркової групи. Дві найкращі команди мали вийти на «мундіаль» в Бразилії, але Уельс опинився на останньому місці в групі.

### Чемпіонат світу 1958 року

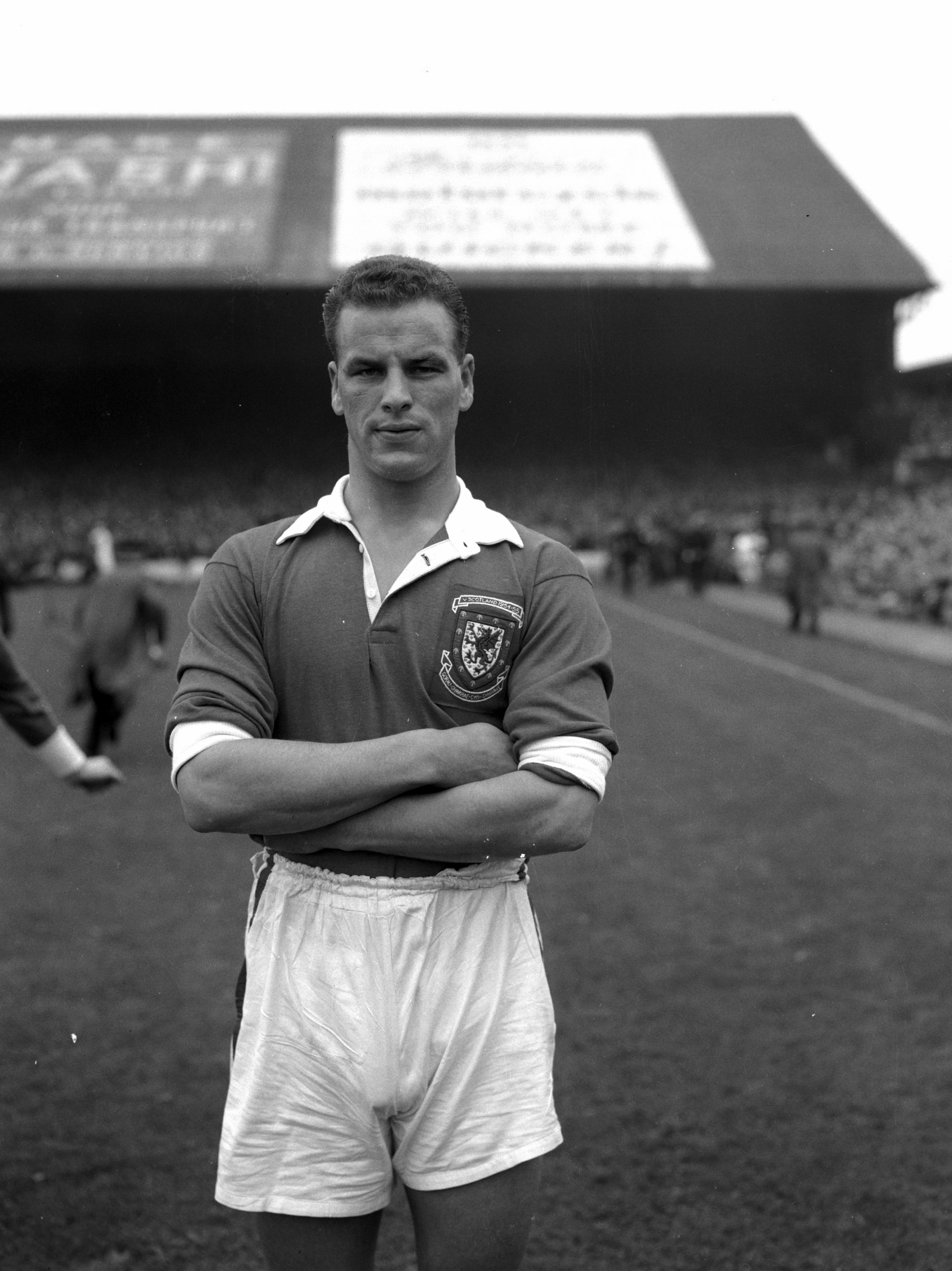
Джон Чарлз у формі збірної Уельсу у грі проти Шотландії, 1954 рік.

1950-ті роки були «золотим періодом» для валлійського футболу з такими зірками, як Айвор Оллчерч, Кліфф Джонс, Альф Шервуд, Джек Келсі, Тревор Форд, Ронні Берджесс, Террі Медвін та Джон Чарлз.
Завдяки їм Уельс зміг вийти на чемпіонат світу 1958 року у Швеції. Проте їхній шлях у кваліфікації був незвичайним. Посівши друге місце після Чехословаччини у кваліфікаційній групі 4, золоте покоління валлійського футболу під керівництвом Джиммі Мерфі, здавалося, програло кваліфікацію, але згодом втрутилася політика Близького Сходу. В азійсько-африканській відбірковій зоні Єгипет і Судан відмовилися грати проти Ізраїлю після Суецької кризи, тоді як Індонезія наполягала на зустрічі з Ізраїлем на нейтральній території. В результаті ФІФА оголосила Ізраїль переможцем своєї групи. Однак ФІФА не хотіла, щоб команда вийшла у фінал чемпіонату світу, не зігравши жодного матчу, тому було жеребкування всіх команд, які посіли друге місце в групах УЄФА. Бельгія виявилася командою-щасливчиком, якій судилося зіграти з Ізраїлем, але бельгійці відмовилися. Наступним жереб вибрав Уельс, який і провів двоматчевий плей-оф проти Ізраїлю за місце на чемпіонаті світу. Двічі обігравши Ізраїль з рахунком 2:0 на стадіонах «Рамат-Ган» та «Ніньєн Парк», Уельс вперше пройшов до фінального турніру чемпіонату світу.

Виїзний матч плей-оф відбору на чемпіонат світу 1958 року проти Ізраїлю. 15 червня 1958

Сильна валлійська команда залишила свій відбиток у Швеції, зігравши внічию у всіх матчах у своїй групі проти Угорщини, Мексики та Швеції, а потім перемогла Угорщину 2:1 в додатковому матчі і вийшла у чвертьфінал проти Бразилії. Однак шансам Уельсу на перемогу проти Бразилії завадила травма Джона Чарлза, яка виключила його з матчу. Уельс програв з рахунком 1:0, а 17-річний Пеле забив свій перший міжнародний гол. Цей гол зробив Пеле наймолодшим бомбардиром чемпіонату світу, а Бразилія зрештою виграла турнір.
Чудова кампанія Уельсу у Швеції стала темою книги-бестселера «Коли Пеле розбив наші серця: Уельс і чемпіонат світу 1958» (англ. When Pele Broke Our Hearts: Wales and the 1958 World Cup), яка була опублікована до 40-ї річниці чемпіонатів світу, а також стала натхненням для документального фільму, номінованого на Bafta Cymru.

### 1960-ті та 1970-ті роки
Уельс не пройшов кваліфікацію до перших чотирьох фінальних турнірів чемпіонату Європи з моменту його створення в 1960 році. Вони також не повторили свій успіх у кваліфікації до чемпіонату світу 1958 року, хоча вони досягли вельми знакової нічиї проти тодішнього чемпіона світу Англії на домашньому чемпіонаті Великої Британії 1970 року, за кілька тижнів до того, як Англія вирушила захищати свій титул на чемпіонат світу в Мексиці 1970 року. Це допомогло Уельсу стати співпереможцем турніру, оскільки у ньому різниця м'ячів не використовувалася для визначення єдиного переможця.

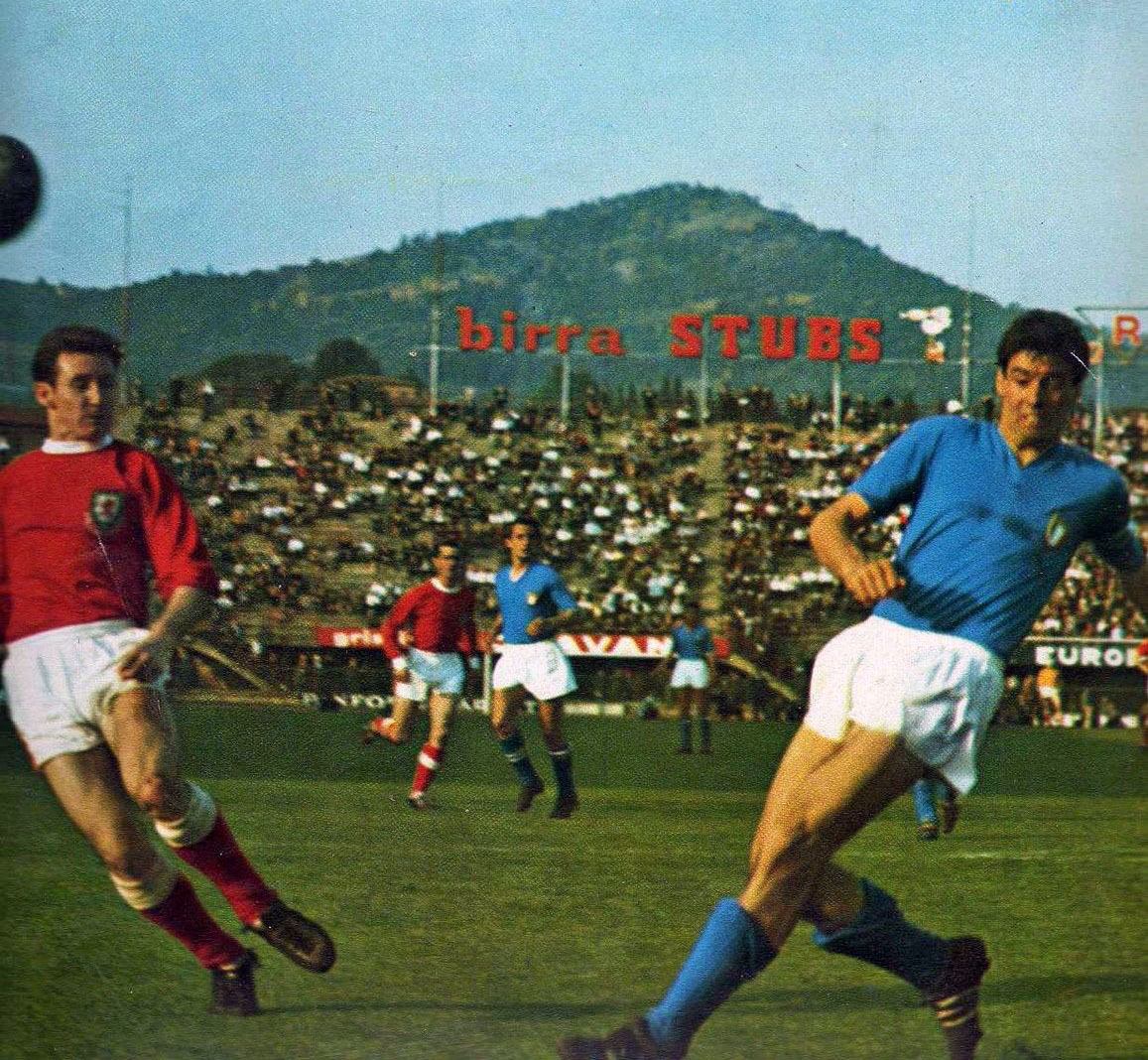
Товариський матч Італія — Уельс (4-1) на Стадіо Комунале, Флоренція, 1 травня 1965 року

У 1976 році команда, якою керував Майк Сміт, дійшла до чвертьфіналу чемпіонату Європи, посівши перше місце у кваліфікаційній групі 2, випередивши Угорщину, Австрію та Люксембург, але це не вважалося виходом до фінальної стадії. До 1980 року у турнірі брали участь лише чотири країни і за місце у європейській першості Уельс мав зіграти зіграти проти переможця групи 3 — Югославії — у двоматчевому поєдинку вдома та на виїзді. При цьому саме у Югославії проходили фінальні ігри, проте тоді правило автоматичної кваліфікації збірної країни-господарки ще не було затверджено. Уельс програв перший матч у Загребі з рахунком 0:2, у другому у Кардіффі зіграв унічию 1:1 і вилетів з турніру. До того ж цей матч був затьмарений проблемами з вболівальниками і наприкінці домашнього поєдинку у Кардіффі на стадіоні почалися масові заворушення. Через це Уельс був відсторонений від турніру 1980 року, але згодом дискваліфікація була знята, натомість УЄФА заборонила збірній проводити матчі в радіусі 100 миль від Кардіффа протягом чотирьох років. Тим не менш валлійці вийти з групи у кваліфікації на Євро-1980 не зуміли, посівши третє місце після ФРН і Туреччини.
Наступного року Уельс переміг Англію на англійській землі вперше за 42 роки і здобув свою єдину перемогу на старому «Вемблі» завдяки реалізованому пенальті від Лейтона Джеймса. В підсумку Уельс фінішував другим на домашньому чемпіонаті Британії 1977 року. Кількома тижнями раніше Уельс здобув ще одну помітну перемогу над тодішнім чемпіоном Європи Чехословаччиною завдяки голам Ніка Дісі та Джеймса. Ця перемога у відбірковому матчі на чемпіонат світу 1978 року давала шанс валлійцям поборотись за вихід на «мундіаль». Втім у вирішальному поєдинку проти Шотландії (номінально домашній матч для Уельсу був проведений у Англії на «Енфілді» через заборону УЄФА) був відзначений спірним пенальті, призначеним на користь Шотландії. Повтори свідчать про те, що гра рукою насправді могла бути вчинена шотландським форвардом Джо Джорданом. Тим не менш шотландець Дон Мессон пенальті реалізував і допоміг своїй команді посісти перше місце і не пустити Уельс на турнір.
Ще одним помітним досягненням для Уельсу стало перемога над Англією на Домашньому чемпіонаті 1980 року з рахунком 4:1, при тому, що Англія за чотири дні до цього обіграла Аргентину, тодішнього чемпіона світу. Голи в тому матчі за Уельс забивали Міккі Томас, Ян Волш та Лейтон Джеймс, ще один автогол забив Філ Томпсон.

### 1980-ті роки
У відбіркових матчах до чемпіонату світу 1982 року збірна Уельсу, якою керував Майк Інгленд, була як ніколи близькою до повернення на чемпіонати світу, зумівши навіть обіграти один раз чехословаків та зіграти нульову нічию проти Радянського Союзу. Проте цього виявилося замало: спочатку Уельс не зміг сенсаційно обіграти Ісландію в останньому домашньому матчі (2:2), який зупинявся кілька разів через відключення освітлення. А потім у гостях Уельс був розбитий збірною СРСР з рахунком 0:3, і через гіршу різницю забитих і пропущених м'ячів на друге місце піднялася Чехословаччина, яка разом з СРСР вирушила до Іспанії на чемпіонат світу.
Уельс також ледь не вийшов на чемпіонат Європи 1984 року. Вони були за кілька хвилин до кваліфікації, але у компенсований час останньої гри групи Любомир Раданович забив за Югославію переможний матч у грі проти Болгарії (3:2), завдяки чому югослави обійшли Уельс у таблиці і посіли перше місце.
У 1984 році зірка валлійського футболу Марк Г'юз дебютував за збірну, забивши перший і єдиний гол у матчі проти Англії і принісши Уельсу ще одну перемогу над споконвічними суперниками. Через рік у матчі проти Іспанії (3:0) Марк знову забив у важливій грі кваліфікації до чемпіонату світу 1986 року. Однак, попри перемогу над Шотландією з рахунком 1:0 на «Гемпден Парку», знову Ісландія зруйнувала надії валлійців на вихід, перемігши Уельс з рахунком 1:0 в Рейк'явіку, через що другий чемпіонат світу поспіль Уельс пропустив через гіршу різницю м'ячів. Уельс повинен був виграти свій останній домашній матч проти Шотландії, щоб гарантувати принаймні вихід у плей-оф. Уельс вів до 81-ї хвилини завдяки голу Марка Г'юза, але реалізований пенальті у ворота «драконів» у виконанні Дейві Купера залишив валлійців знову без чемпіонату світу — 1:1 у матчі, зіпсованому смертю головного тренера Шотландії Джока Стіна, який помер від серцевого нападу в кінцівці гри.
Уельс також рішуче розпочав кваліфікацію на чемпіонат Європи 1988 року і не програв протягом перших чотирьох ігор. Але поразки на виїзді проти Данії та Чехословаччини в останніх двох іграх кваліфікаційної групи 6 призвели до того, що восьмирічна робота Майка Інгленда на посаді тренера Уельсу закінчилося черговим розчаруванням, оскільки команда стала лише третьою.

### 1990-ті роки
Під керівництвом нового тренера Террі Йората Уельс досяг видатного результату 5 червня 1991 року, перемігши тодішнього чемпіона світу Німеччину в кваліфікації до Євро-1992 завдяки голу Іана Раша. Через три місяці, 11 вересня 1991 року, Уельс зумів перемогти Бразилію у товариському міжнародному матчі завдяки голу Діна Сондерса. Однак Німеччина в усіх інших матчах, що залишилися в групі, більше не втрачала очок, в тому числі здобула перемогу з рахунком 4:1 у матчі-відповіді проти Уельсу, і таким чином зуміла повернути собі перше місце, залишивши валлійців ні з чим.
Уельс також добре виступив у своїй відбірковій групі до чемпіонату світу 1994 року, здобувши помітну перемогу вдома над Бельгією. Таким чином, 27 серпня 1993 року Уельс досяг найвищої позиції у світовому рейтингу ФІФА. Уельс знову наблизився до кваліфікації до великого чемпіонату, але провалився на завершальному етапі своєї кампанії. Потребуючи перемоги у фінальному матчі групи вдома з Румунією, Пол Бодін за рахунку 1:1 не реалізував пенальті у ворота румунської збірної. Плата за промах виявилася високою — «дракони» програли 1:2 і знову залишилися без великого турніру.
Після провалу кваліфікації контракт Йората на посаду тренера національної команди не був продовжений ФАУ і збірну очолив тренер іспанського клубу «Реал Сосьєдад» Джон Тошак. Однак Тошак пішов у відставку лише після одного матчу, поразки від Норвегії з рахунком 1:3, заявивши, що у нього назрівав серйозний конфлікт з Футбольною асоціацією Уельсу, хоча справжня причина крилася в тому, що фанати освистували його протягом усього матчу, не визнаючи його своїм тренером і протестуючи проти відходу Йората. В результаті Майк Сміт вдруге взяв на себе роль головного тренера Уельсу на початку кваліфікації до Євро-1996, але після неприємних поразок від Молдови та Грузії покинув посаду і був замінений на Боббі Гоулда, що був призначений у червні 1995 року.
Час роботи Гоулда в збірній став найгіршим часом у її історії, на думку футбольних фанатів Уельсу, оскільки тактика Гоулда викликала часто багато питань, а сам він на очах у фанатів публічно сварився з гравцями збірної: Нетаном Блейком, Роббі Севіджем та Марком Г'юзом, що поєдналося з розгромом від Нідерландів з рахунком 1:7 у 1996 році. Гоулд нарешті пішов у відставку після поразки від Італії з рахунком 0:4 у 1999 році, і ФАУ звернулась до двох легенд національної збірної, Невіла Саутолла та Марка Г'юза, щоб тимчасово керувати матчем проти Данії через чотири дні, а Г'юз пізніше був призначений головним тренером на постійній основі.

### 2000-ті роки

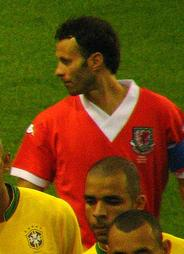
Лідером команди довгі роки був гравець «Манчестер Юнайтед» Раян Гіггз, проте в 2008 році він завершив виступи за збірну.

Під керівництвом Марка Г'юза Уельс був близький до кваліфікації на Євро-2004 у Португалії, для чого їм треба було здолати Росію в плей-оф. Гра не обійшлася без суперечок, оскільки російський півзахисник Єгор Титов здав позитивний результат на вживання забороненої речовини бромантану після першого матчу у Москві, який завершився внічию 0:0. Попри це, ФІФА вирішила не вживати заходів проти Футбольного союзу Росії, окрім вказівки не виставляти Титова на другий матч. Крім того на полі відбувся конфлікт за участю Вадима Євсєєва і Раяна Гіггза, під час якого Гіггз ударив росіянина у вухо, але не отримав навіть попередження, а Дмитро Буликін в інтерв'ю заявив, що не знає нікого з гравців збірної Уельсу, що валлійці розцінили як неповагу до команди. Нульова нічия в Москві залишала Уельсу надії, проте матч-відповідь у Кардіффі закінчився перемогою росіян з рахунком 1:0. Єдиний гол забив Євсєєв, який зазнавав освистування з боку валлійців протягом усієї гри, а після матчу нецензурно висловився прямо в телекамеру на адресу валлійських футбольних фанатів.
Після невтішного початку кваліфікації на чемпіонату світу 2006 року Г'юз залишив посаду, ставши головним тренером клубу англійської Прем'єр-ліги «Блекберн Роверз». 12 листопада 2004 року Джон Тошак був призначений головним тренером вдруге.
У кваліфікації на Євро-2008 Уельс потрапив у групу D разом з Німеччиною, Чехією, Словаччиною, Ірландією, Кіпром і Сан-Марино. Результати команди були невтішними: вона посіла низьке п'яте місце. Тошак зробив несподіваний хід під час кампанії, почавши активно залучати гравців молодіжної збірної, які могли з успіхом замінити травмованих та дискваліфікованих, а також компенсувати ухід ветеранів зі збірної. Як мінімум п'ять активних гравців молодіжної збірної за Тошака стали гравцями основи. Проте відсутність досвіду гри проти сильних супротивників виявилася сильнішою за технічні та фізичні параметри гравців.
У кваліфікації на чемпіонат світу 2010 року Уельс зробив багатообіцяючий старт, вигравши на старті у Азербайджану (1:0) та Ліхтенштейну (1:0). Перше ж серйозне випробування у вигляді матчу проти Росії валлійці не подолали, програвши 2:1. Єдиний гол у тій зустрічі з Уельс забив Джо Ледлі, встановивши нічию лише на кілька хвилин, а Гарет Бейл ще на початку матчу не реалізував пенальті, потрапивши прямо в Ігоря Акінфєєва. Тим не менш Уельс тривалий час боровся за путівку, в тому числі у пам'ятному матчі проти Німеччині, де валлійці протягом 74 хвилин матчу в Менхенгладбаху тримали свої ворота «сухими», але зрештою програли 0:1. Втім дві домашні поразки від Фінляндії та Німеччини з рахунком 0:2 навесні 2009 року фактично знищили сподівання Уельсу на кваліфікацію.
Після цього Уельс потрапив у кваліфікаційну групу G відбору на Євро-2012 з Чорногорією, Болгарією, Швейцарією та Англією. Уельс програв на виїзді Чорногорії з рахунком 0:1 у першому матчі, а 9 вересня 2010 року Джон Тошак залишив посаду тренера після розчарування попередніми результатами у 2010 році проти Хорватії та у першому матчі кваліфікації Євро-2012.
Тренер молодіжної збірної Уельсу Браян Флінн замінив Тошака, ставши тимчасовим головним тренером, але дві поразки від Болгарії (0:1) та Швейцарії (1:4) спонукали федерацію почати пошук нового тренера.

### 2010—2016

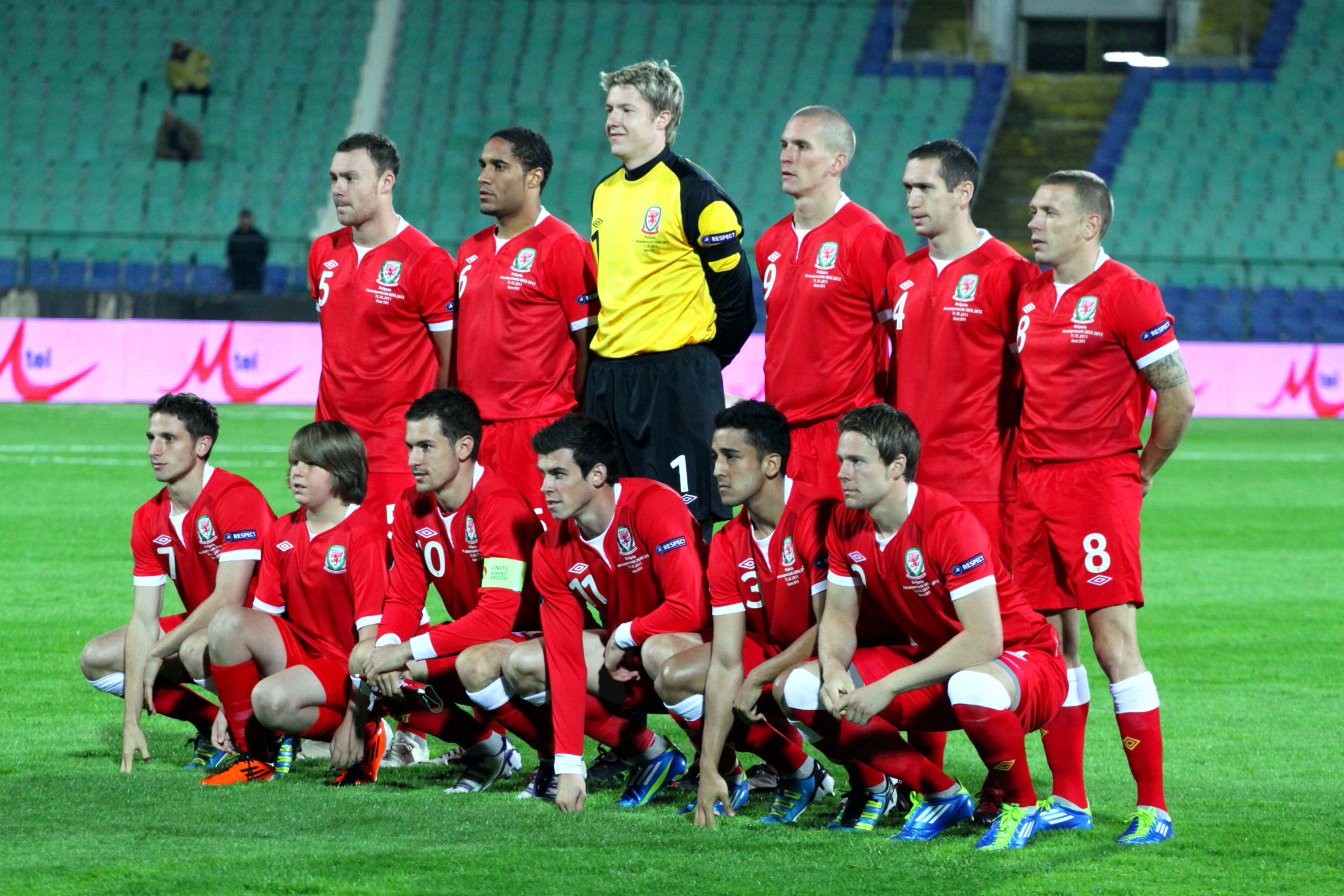
Збірна Уельсу 11 жовтня 2011 року перед кваліфікаційним матчем до Євро-2012 проти Болгарії в Софії.

14 грудня 2010 року постійним головним тренером збірної був призначений Гері Спід. Перший матч Спіда на посаді менеджера відбувся 8 лютого 2011 року на першому Кубку націй, який Ірландія виграла з рахунком 3:0. Першим офіційним матчем для Спіда був відбірковий матч до Євро-2012 вдома з Англією 26 березня 2011 року, і головний тренер призначив 20-річного Аарона Ремзі капітаном, зробивши його наймолодшим капітаном в історії збірної Уельсу. Уельс програв Англії з рахунком 0:2, а в серпні 2011 року Уельс досяг найнижчого місця рейтингу ФІФА — 117-го. Далі здобули домашню перемогу над Чорногорією з рахунком 2:1, отримали поразку від Англії на виїзді з рахунком 1:0, домашню перемогу над Швейцарією з рахунком 2:0 і виїзну перемогу над Болгарією з рахунком 1:0, через що у жовтні 2011 року Уельс стрімко піднявся до 45-го місця в рейтингу ФІФА.
Перемога вдома з рахунком 4:1 у товариському матчі проти Норвегії 12 листопада 2011 року стала останнім матчем для Спіда на чолі Уельсу, що в результаті призвело до того, що Уельс здобув нагороду від ФІФА як найкраща команда-прорив року. Його перебування на посаді головного тренера закінчилося за трагічних обставин через два тижні, коли його знайшли мертвим у своєму будинку 27 листопада, де він, ймовірно, покінчив життя самогубством.

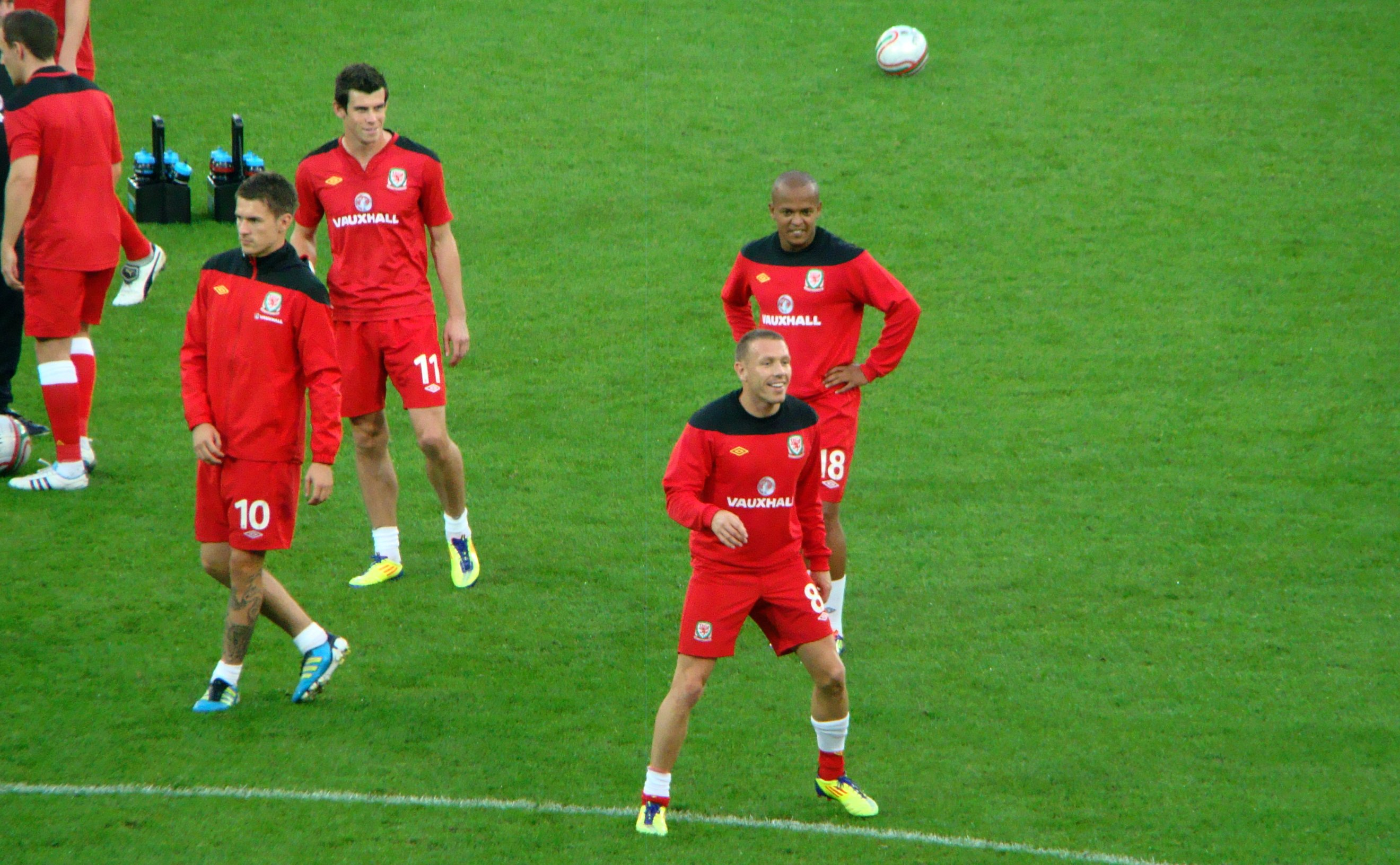
Аарон Ремзі, Гарет Бейл, Роберт Ерншоу та Крейг Белламі у передматчевому тренуванні збірної Уельсу. 2011 рік.

У зв'язку з успішною заявкою Лондона на проведення літніх Олімпійських ігор 2012 року збірна Великої Британії мала можливість зіграти на футбольному турнірі олімпіади. Однак валлійська футбольна асоціація заявила, що категорично проти цієї пропозиції. Попри це, валлійські гравці Аарон Ремзі та Гарет Бейл висловили свою зацікавленість представляти олімпійську збірну Великої Британії з футболу, втім Бейл змушений був пропустити турнір через травму. Замість нього до Ремзі приєдналися ще четверо валлійців у команді Стюарта Пірса: Джо Аллен та Ніл Тейлор із «Суонсі Сіті», Раян Гіггз із «Манчестер Юнайтед» та Крейг Белламі із «Ліверпуля», при чому Гіггз став капітаном команди. На тому турнірі Велика Британія вийшла до чвертьфіналу, але вибула після поразки у Кардіффі від збірної Південної Кореї у серії пенальті 4:5.
19 січня 2012 року Кріс Коулмен був призначений новим головним тренером збірної Уельсу. У кваліфікації до чемпіонату світу 2014 року Уельс потрапив у групу А з Хорватією, Сербією, Бельгією, Шотландією та Македонією. Свій перший матч вони програли Бельгії з рахунком 0:2, а другий матч проти Сербії був ще гіршим — поразка 1:6, що стало найбільшою поразкою Уельсу з моменту програшу з рахунком 1:7 від Нідерландів у 1996 році. У жовтні 2012 року Коулмен призначив Ешлі Вільямса капітаном збірної Уельсу, замінивши Аарона Ремзі. Уельс переміг вдома Шотландію з рахунком 2:1, програв на виїзді Хорватії з рахунком 0:2 і знову переміг на виїзді Шотландію з рахунком 2:1. Але поразка удома від Хорватії з рахунком 1:2 покінчила з надією Уельсу на вихід до фінальної стадії.
У кваліфікації до Євро-2016 Уельс потрапив до групи B разом із Андоррою, Бельгією, Боснією та Герцеговиною, Кіпром та Ізраїлем. У липні 2015 року, після чотирьох перемог і двох нічиїх, Уельс очолив групу.
У липні 2015 року, досягнувши свого найвищого на той час десятого місця в рейтингу ФІФА, Уельс потрапив у перший кошик кваліфікаційного жеребкування на чемпіонат світу 2018 року. Завдяки цьому Уельс потрапив у легку групу D з Австрією, Сербією, Ірландією, Молдовою та Грузією.
У вересні 2015 року Англія опустилася на десяте місце в рейтингу ФІФА, натомість Уельс піднявся на дев'яте і вперше в своїй історії опинився вище англійців у рейтингу ФІФА. А вже наступного місяця Уельс досяг свого найвищого в історії рейтингу ФІФА — восьмого. 10 жовтня 2015 року Уельс програв Боснії та Герцеговині з рахунком 0:2, однак попри це кваліфікувався на Євро-2016 після того, як в паралельному матчі Кіпр переміг Ізраїль.

### Євро 2016

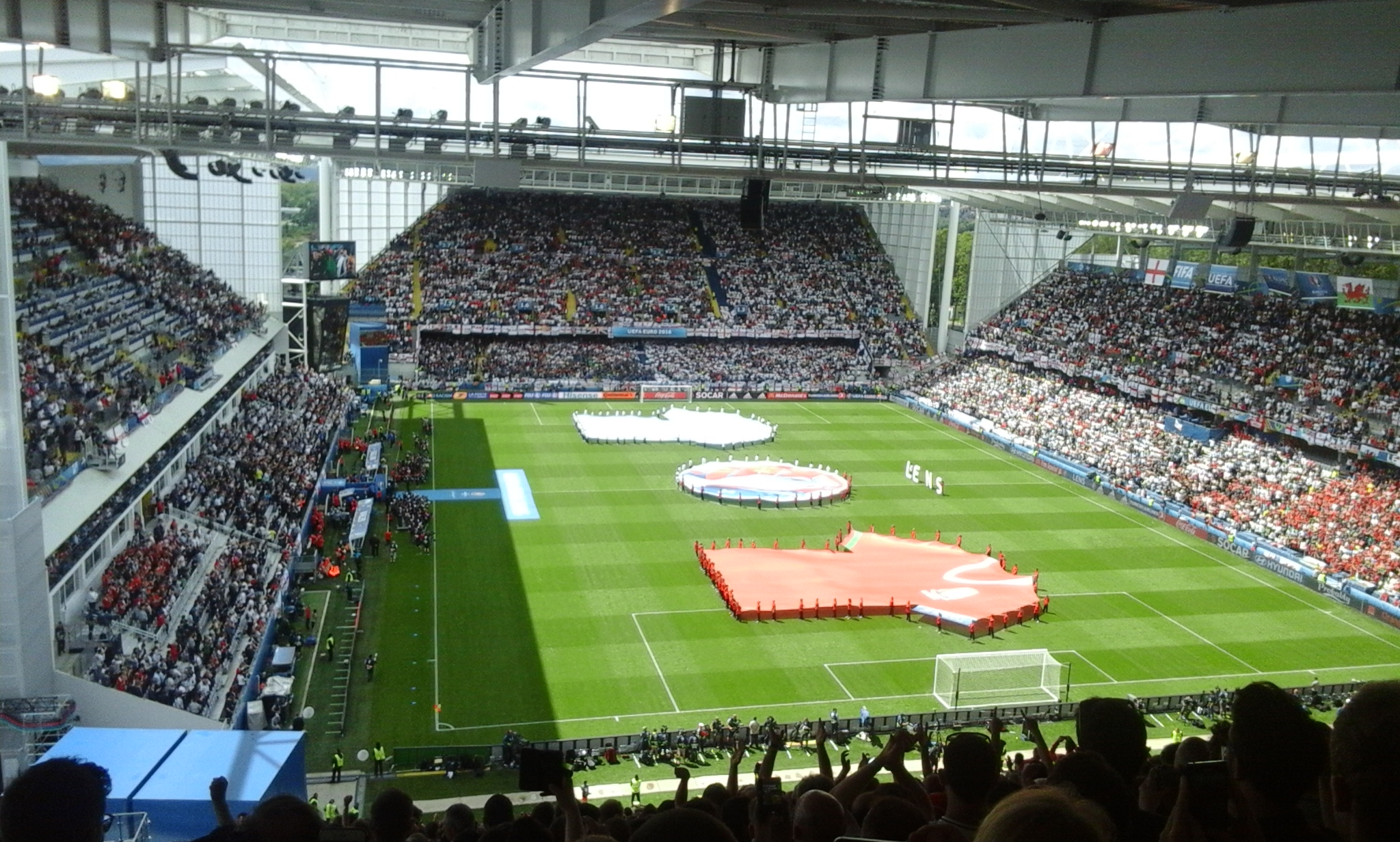
Стадіон «Боллар», перед грою Англії проти Уельсу на Євро-2016

На чемпіонаті Європи 2016 року у Франції, своєму першому чемпіонаті Європи в історії, Уельс потрапив у групу B зі Словаччиною, Росією та Англією. У своєму дебютному матчі, 11 червня проти Словаччини на «Нуво Стад де Бордо», Гарет Бейл забив зі штрафного удару і вивів Уельс вперед з рахунком 1:0. Словаки зрівняли рахунок завдяки голу Дуди, але в кінцівці гри Гел Робсон-Кану приніс валлійцям перемогу 2:1. У другому матчі проти принципового суперника, збірної Англії в Лансі Уельс виграв перший тайм з рахунком 1:0 за допомогою чергового результативного штрафного удару від Бейла, але у другому таймі англійці перевернули хід гри і завдяки голам Варді та Старріджа здобули перемогу 2:1. Попри це, легко розгромивши у останньому турі Росію з рахунком 3:0 на стадіоні «Мунісіпаль» у Тулузі завдяки голами Ремзі, Тейлора і Бейла, валлійці змогли виграти групу, що давало їм слабшого суперника на стадії плей-оф.
В результаті у матчі 1/8 фіналу на «Парк де Пренс» у Парижі Уельс зіграв з іншим дебютантом європейських першостей, збірною Північної Ірландії, та переміг з рахунком 1:0 після того, як навіс Бейла зрізав у власні ворота північноірландець Гарет Маколі. У чвертьфіналі проти Бельгії Уельс першим пропустив після дальнього удару Раджі Наїнгголана, але ще до перерви капітан Ешлі Вільямс зрівняв рахунок, а у другому таймі голи Робсона-Кану і Сема Воукса дозволили Уельсу перемогти з рахунком 3:1. Ця перемога вивела Уельс до першого півфіналу великого турніру, а також зробила валлійців першою британською командою, яка вийшла до півфіналу великого турніру відтоді, як Англія зробила це на Євро-1996.
У 1/2 фіналу збірна Уельсу програла збірній Португалії з рахунком 0:2. Перша половина гри в Ліоні пройшла без голів, але голи Кріштіану Роналду та Нані на початку другого тайму не дозволили Уельсу пройти далі. Тим не менш 8 липня Уельс зустріли вдома автобусним парадом під відкритим небом навколо Кардіффа, який розпочався від замку Кардіффа і пройшов повз стадіон «Мілленіум», а закінчився на міському стадіоні в Кардіффі. Також Аарон Ремзі та Джо Аллен увійшли до символічної збірної турніру на думку UEFA, а Гарет Бейл та Ніл Тейлор на думку France Football.

### 2016—2020

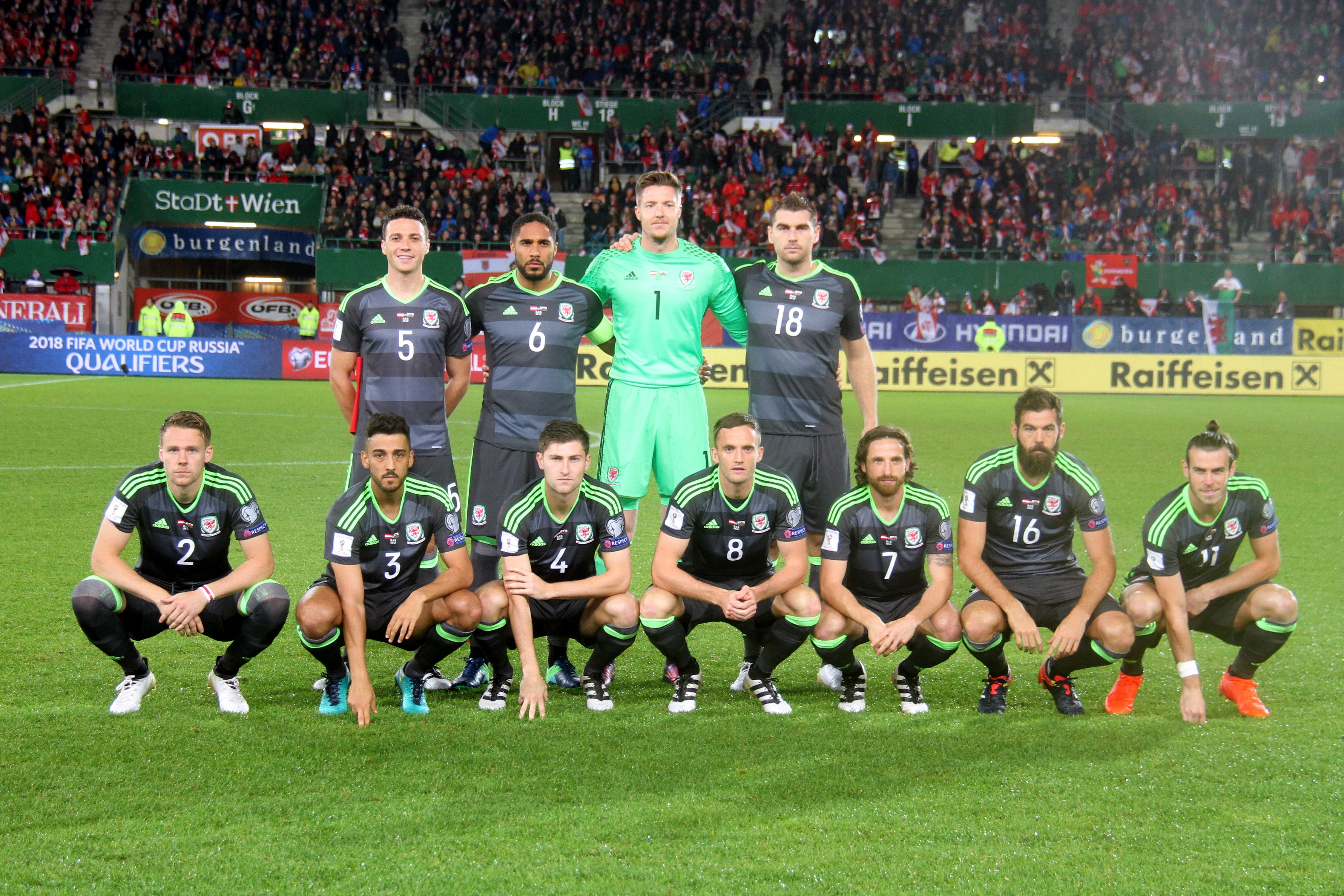
Збірна Уельсу 6 жовтня 2016 року перед кваліфікаційним матчем до Євро-2012 проти Австрії у Відні.

У вересні 2016 року Уельс розпочав свою відбіркову кампанію до ЧС-2018 комфортною домашньою перемогою над Молдовою з рахунком 4:0. Однак після цього вони п'ять матчів поспіль зіграли внічию — на виїзді з Австрією, вдома з Грузією, вдома і на виїзді проти Сербії та на виїзді з Республікою Ірландія. Ця серія завершилася домашньою перемогою над Австрією з рахунком 1:0 2 вересня 2017 року, після чого здобули виїзну перемогу над Молдовою з рахунком 2:0 5 вересня і виїзна перемога над Грузією з рахунком 1:0 6 жовтня. В результаті Уельс посів третє місце у своїй групі через поразку від Ірландії 9 жовтня з рахунком 0:1 і не пройшов кваліфікацію. Кріс Коулмен пішов у відставку з посади головного тренера 17 листопада 2017 року і був призначений головним тренером «Сандерленда».
Новим головним тренером збірної Уельсу був призначений колишній гравець збірної Раян Гіггз, який підписав чотирирічний контракт. Він мав керувати командою у кампанії Ліги націй УЄФА 2018/19 та кваліфікації до Євро-2020. Попри поразку в двох із перших трьох кваліфікаційних матчів до Євро-2020, Уельс залишився без поразок у другій половині 2019 року і зрештою посів друге місце у групі після перемоги над Угорщиною з рахунком 2:0 у своєму останньому матчі відбору 19 листопада..
Євро-2020 було відкладено до 2021 року через пандемію COVID-19 в Європі, що означало, що наступні ігри Уельсу відбулися в Лізі націй УЄФА 2020/21. Там команда провела феноменальну кампанію, вигравши п'ять ігор і зігравши лише раз внічию, попри те, що Гіггз був недоступний у двох останніх іграх через проблеми з законом. З Робом Пейджем, виконувачем обов'язків, команда обіграла Фінляндію з рахунком 3:1 у своєму фінальному матчі, посівши перше місце в групі та вийшовши в Лігу А на розіграш 2022/23.

### Євро-2020

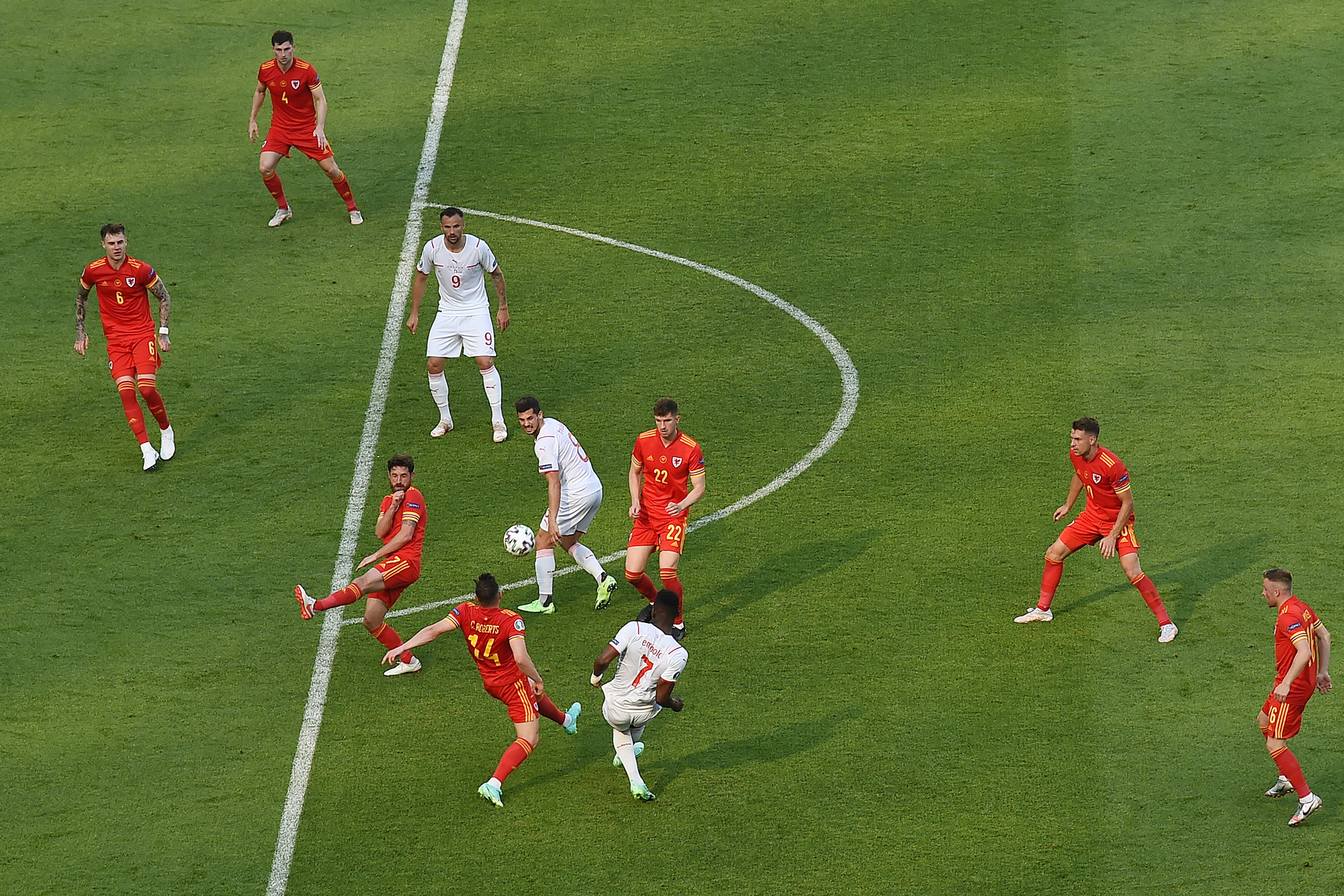
Матч Уельс-Швейцарія на Євро-2020 у Баку.

Євро-2020 відбулося в червні-липні 2021 року і вперше матчі проходило в 11 країнах Європи, а не в одній країні. Отже, матчі групи А Уельсу проти Швейцарії та Туреччини відбулися в Баку, Азербайджан, а проти Італії — в Римі. Під керівництвом Роба Пейджа на посаді тимчасового головного тренера Уельс вийшов з групи після того, як посів друге місце в групі після Італії, майбутнього переможця турніру. В 1/8 фіналу Уельс розгромно програв Данії 0:4 в Амстердамі і покинув турнір.

### 2021—
У кваліфікації до чемпіонату світу 2022 року Уельс потрапив у групу E з Бельгією, Чехією, Білоруссю та Естонією, а Роб Пейдж знову виконував обов'язки тимчасового головного тренера на матчах 2021 року. Уельс посів друге місце в групі E і вийшов у стадію плей-оф кваліфікації. Там у півфіналі валлійці завдяки дублю Бейла обіграли Австрію з рахунком 2:1 і вийшли у фінал, де зіграли вдома проти України.
У сезоні 2022/23 Ліги націй УЄФА Уельс потрапив у групу А4 з Бельгією, Нідерландами та Польщею.

## Кольори та логотип

Логотип до 2019 року.

Основна форма збірної Уельсу традиційно повністю червона, а резервна здебільшого має жовто-зелені кольори. На гербі Футбольної асоціації Уельсу зображений валлійський дракон на білому щиті. З 1920 року щит був оточений червоною облямівкою, а в 1926 році були додані літери «FAW». Значок був перероблений у 1951 році, додавши зелену облямівку з 11 нарцисами, а також валлійським девізом Gorau Chwarae Cyd Chwarae («Найкраща гра — це командна гра»).
У 1984 році девіз був ненадовго видалений, але значок залишився переважно незмінним до 2010 року, коли щит був змінений, а девіз був перефарбований з білого на червоно-зелений. Дракон також змінив свій вигляд. Девіз був знову видалений у 2019 році, після ще одного серйозного перероблення логотипу, після якого зелену облямівку зробили вужчою, а також прибрали нарциси.

## Домашній стадіон

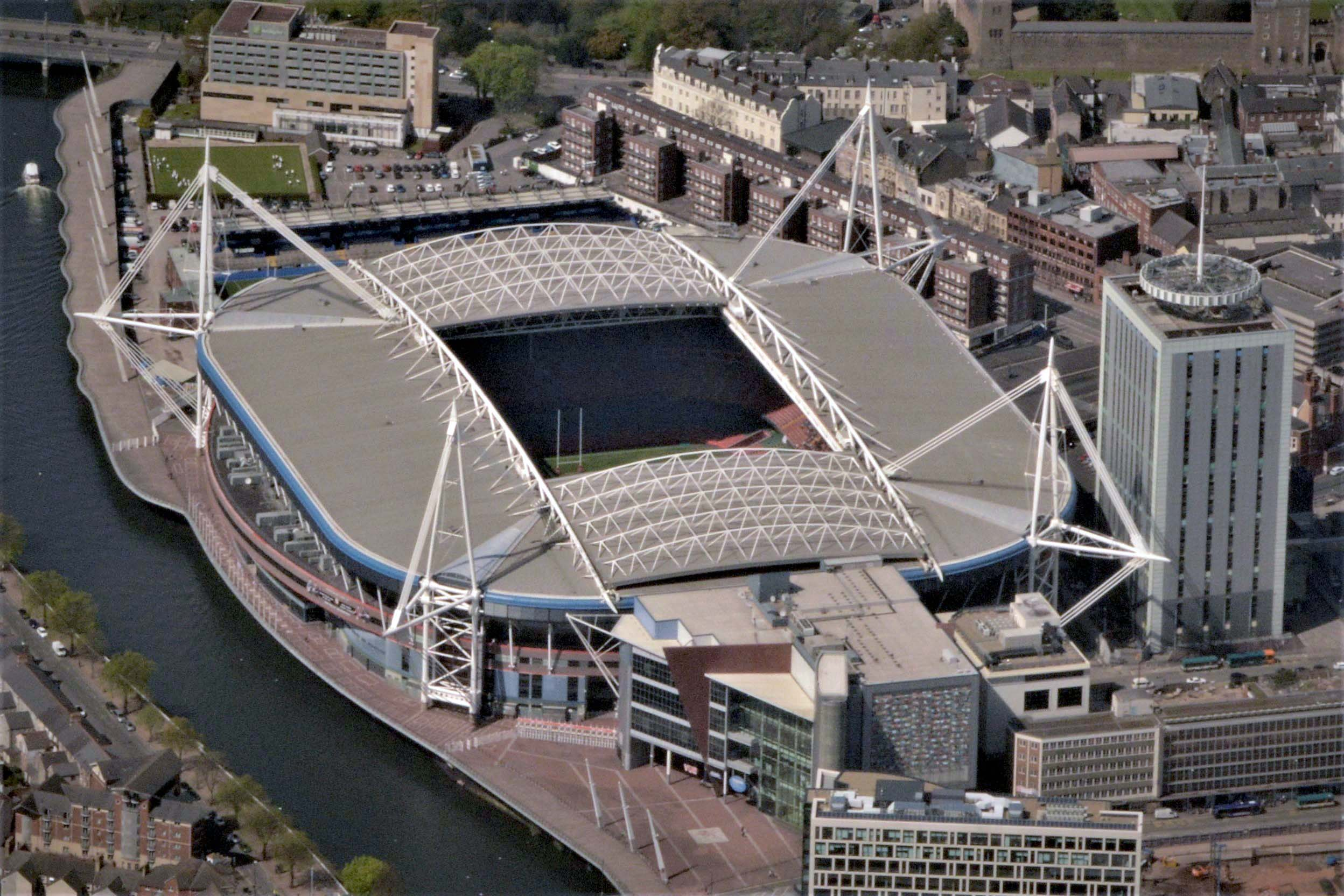
Стадіон «Мілленіум», Кардіфф

## Тренерський штаб

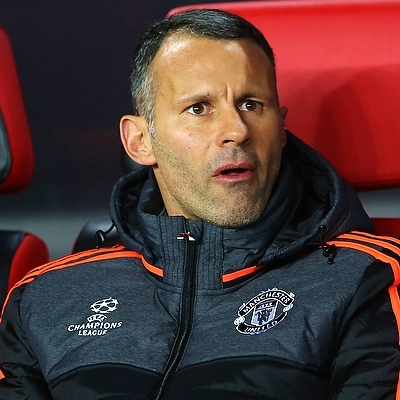
Раян Гіггз був призначений головним тренером у 2018 році

### Форма
| Виробник форми     | Період    |
| ------------------ | --------- |
| Admiral Sportswear | 1976—1980 |
| Adidas             | 1980—1986 |
| Hummel             | 1987—1989 |
| Umbro              | 1990—1996 |
| Lotto              | 1996—2000 |
| Kappa              | 2000—2008 |
| Champion           | 2008—2010 |
| Umbro              | 2010—2013 |
| Adidas             | 2013—     |

| 1876—1881 | 1883      | 1888      | 1895      | 1899      | 1900—1901 | 1901—1902 | 1905—1921 |
| 1921—1922 | 1924—1929 | 1929—1930 | 1931—1938 | 1939      | 1940      | 1943      | 1945      |
|           | 1946—1947 | 1947—1949 | 1949—1950 | 1950—1951 | 1951—1956 | 1957—1963 |           |
| 1963—1965 | 1966—1967 | 1967—1972 | 1972      | 1972—1975 | 1975      | 1976—1979 | 1980—1984 |
| 2003      | 2006      | 2011—2012 | 2012—2014 | 2014—2015 | Євро-2016 | 2018—2019 | Євро-2020 |

| 1949 | 1956—1963 | 1963—1967 | 1973      | 1974      |
| 1975 | 1976—1979 | 1980—1984 | 2002      | 2011—2015 |
| 2012 | 2014—2015 | Євро-2016 | 2018—2019 | Євро-2020 |

| 1876—1881 | 1883      | 1888      | 1895      | 1899      | 1900—1901 | 1901—1902 | 1905—1921 |
| 1921—1922 | 1924—1929 | 1929—1930 | 1931—1938 | 1939      | 1940      | 1943      | 1945      |
|           | 1946—1947 | 1947—1949 | 1949—1950 | 1950—1951 | 1951—1956 | 1957—1963 |           |
| 1963—1965 | 1966—1967 | 1967—1972 | 1972      | 1972—1975 | 1975      | 1976—1979 | 1980—1984 |
| 2003      | 2006      | 2011—2012 | 2012—2014 | 2014—2015 | Євро-2016 | 2018—2019 | Євро-2020 |

| 1949 | 1956—1963 | 1963—1967 | 1973      | 1974      |
| 1975 | 1976—1979 | 1980—1984 | 2002      | 2011—2015 |
| 2012 | 2014—2015 | Євро-2016 | 2018—2019 | Євро-2020 |

| Позиція          | Ім'я             |
| ---------------- | ---------------- |
| Головний тренер  | Раян Гіггз       |
| Помічник тренера | Роб Пейдж        |
| Помічник тренера | Кіт Сімонс       |
| Тренер           | Алан Нілл        |
| Тренер           | Тоні Страдвік    |
| Тренер воротарів | Тоні Робертс     |
| Фітнес-тренер    | Доктор Адам Оуен |

| №  | Поз. | Гравець               | Дата народження (вік)        | Ігри | Голи | Клуб              |
| -- | ---- | --------------------- | ---------------------------- | ---- | ---- | ----------------- |
| 1  | ВР   | Вейн Геннессі         | 24 січня 1987 (38 років)     | 101  | 0    | Бернлі            |
| 12 | ВР   | Денні Ворд            | 22 червня 1993 (31 рік)      | 25   | 0    | Лестер Сіті       |
| 21 | ВР   | Адам Дейвіс           | 17 липня 1992 (32 роки)      | 3    | 0    | Шеффілд Юнайтед   |
|    |      |                       |                              |      |      |                   |
|    | ЗХ   | Бен Дейвіс            | 24 квітня 1993 (31 рік)      | 70   | 1    | Тоттенгем Готспур |
| 2  | ЗХ   | Кріс Гантер           | 21 липня 1989 (35 років)     | 108  | 0    | Чарльтон Атлетік  |
| 3  | ЗХ   | Неко Вільямс          | 13 квітня 2001 (23 роки)     | 19   | 2    | Фулгем            |
| 4  | ЗХ   | Олівер Денгем         | 4 травня 2002 (22 роки)      | 0    | 0    | Кардіфф Сіті      |
| 5  | ЗХ   | Кріс Мефам            | 5 листопада 1997 (27 років)  | 29   | 0    | Борнмут           |
| 6  | ЗХ   | Джо Родон             | 22 жовтня 1997 (27 років)    | 24   | 0    | Тоттенгем Готспур |
| 14 | ЗХ   | Коннор Робертс        | 23 вересня 1995 (29 років)   | 35   | 3    | Бернлі            |
| 15 | ЗХ   | Ітан Ампаду           | 14 вересня 2000 (24 роки)    | 33   | 0    | Венеція           |
| 17 | ЗХ   | Рис Норрінгтон-Дейвіс | 22 квітня 1999 (25 років)    | 8    | 0    | Шеффілд Юнайтед   |
|    |      |                       |                              |      |      |                   |
|    | ПЗ   | Аарон Ремзі           | 26 грудня 1990 (34 роки)     | 72   | 20   | Рейнджерс         |
|    | ПЗ   | Джо Аллен             | 14 березня 1990 (35 років)   | 70   | 2    | Сток Сіті         |
|    | ПЗ   | Бреннан Джонсон       | 23 травня 2001 (23 роки)     | 9    | 0    | Ноттінгем Форест  |
|    | ПЗ   | Рубін Колвілл         | 27 квітня 2002 (22 роки)     | 4    | 1    | Кардіфф Сіті      |
| 7  | ПЗ   | Меттью Сміт           | 22 листопада 1999 (25 років) | 16   | 0    | Мілтон-Кінз Донз  |
| 8  | ПЗ   | Гаррі Вілсон          | 22 березня 1997 (28 років)   | 35   | 5    | Фулгем            |
| 9  | ПЗ   | Вес Бернс             | 23 листопада 1994 (30 років) | 1    | 0    | Іпсвіч Таун       |
| 10 | ПЗ   | Сорба Томас           | 25 січня 1999 (26 років)     | 4    | 0    | Гаддерсфілд Таун  |
| 16 | ПЗ   | Джо Моррелл           | 3 січня 1997 (28 років)      | 27   | 0    | Портсмут          |
| 18 | ПЗ   | Джонатан Вільямс      | 9 жовтня 1993 (31 рік)       | 33   | 2    | Свіндон Таун      |
| 22 | ПЗ   | Ділан Левітт          | 17 листопада 2000 (24 роки)  | 11   | 0    | Данді Юнайтед     |
|    |      |                       |                              |      |      |                   |
|    | НП   | Гарет Бейл ()         | 16 липня 1989 (35 років)     | 102  | 38   | Вільний агент     |
| 11 | НП   | Раббі Матондо         | 9 вересня 2000 (24 роки)     | 10   | 0    | Серкль (Брюгге)   |
| 13 | НП   | Кіффер Мур            | 8 серпня 1992 (32 роки)      | 25   | 8    | Борнмут           |
| 19 | НП   | Марк Гарріс           | 29 грудня 1998 (26 років)    | 5    | 0    | Кардіфф Сіті      |
| 20 | НП   | Деніел Джеймс         | 10 листопада 1997 (27 років) | 32   | 5    | Лідс Юнайтед      |

### Рекордсмени
Станом на 10 червня 2024 року
Гравці, виділені жирним шрифтом, досі виступають за збірну.

#### За кількістю матчів

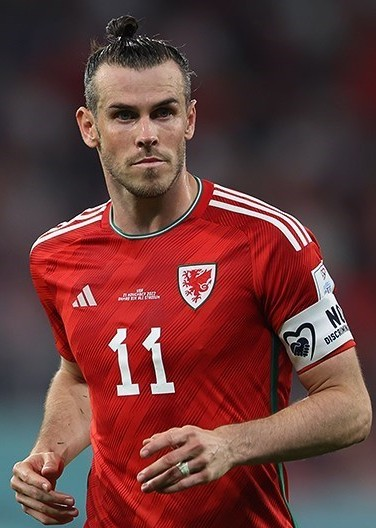
Гарет Бейл провів рекордні 111 матчів за Уельс з 2006 року

| Місце | Гравець        | Ігор | Голів | Роки виступів |
| ----- | -------------- | ---- | ----- | ------------- |
| 1     | Гарет Бейл     | 111  | 41    | 2006—2022     |
| 2-3   | Кріс Гантер    | 109  | 0     | 2007—2022     |
| 3-3   | Вейн Геннессі  | 109  | 0     | 2007—2023     |
| 4     | Невілл Саутолл | 92   | 0     | 1982–1997     |
| 5-6   | Ешлі Вільямс   | 86   | 2     | 2008–2019     |
| 6-6   | Бен Дейвіс     | 86   | 2     | 2012—2024     |
| 7     | Гері Спід      | 85   | 7     | 1990–2004     |
| 8     | Аарон Ремзі    | 84   | 21    | 2008—2023     |
| 9     | Крейг Белламі  | 78   | 19    | 1998–2013     |
| 10    | Джо Ледлі      | 77   | 4     | 2005–2018     |

### Рекордсмени за кількістю голів

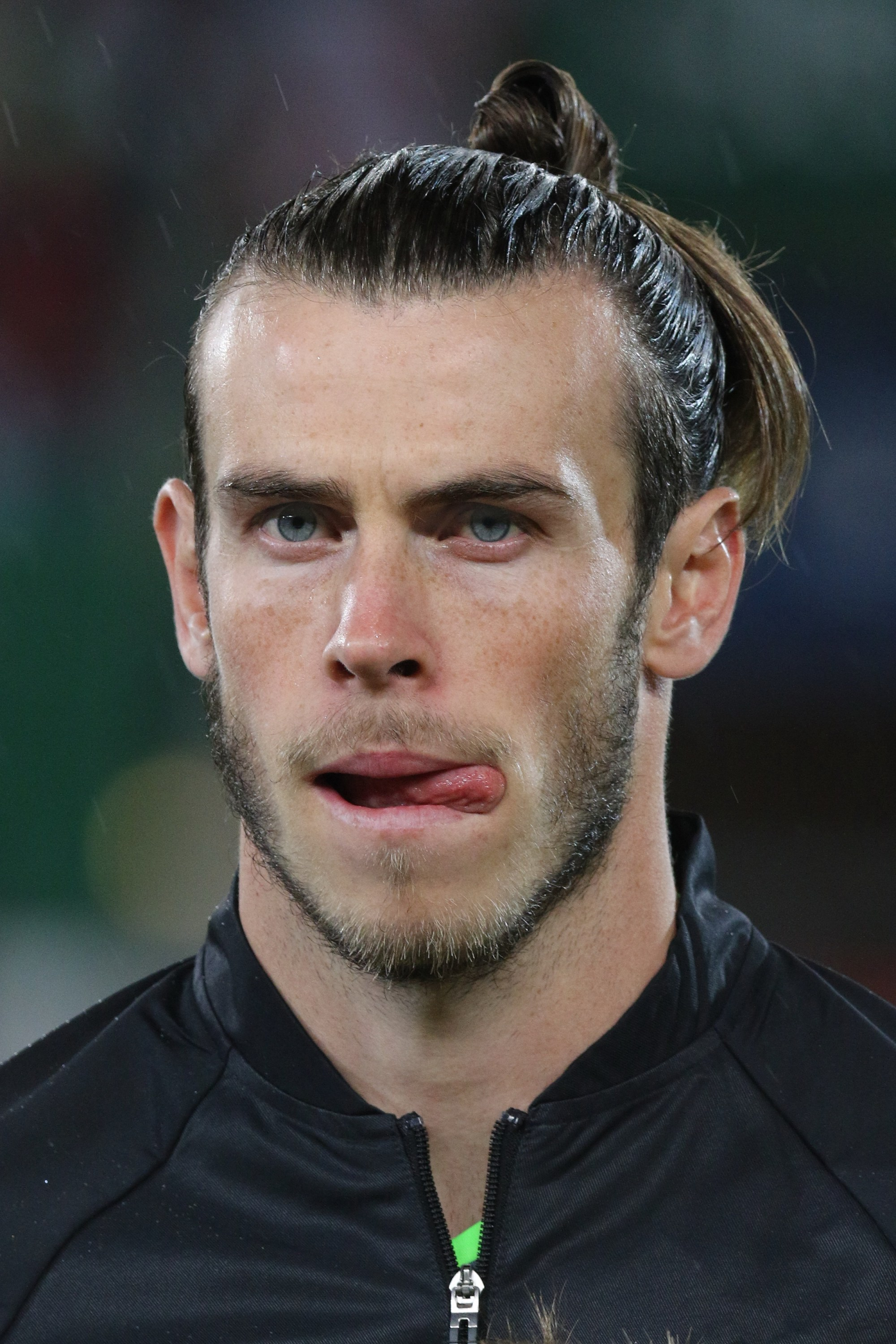
Гарет Бейл — найкращий бомбардир Уельсу за всю історію.

| Місце | Гравець       | Ігор | Голів | Співвідношення | Роки виступів |
| ----- | ------------- | ---- | ----- | -------------- | ------------- |
| 1     | Гарет Бейл    | 102  | 41    | 0.40           | 2006 - 2022   |
| 2     | Іан Раш       | 73   | 28    | 0.38           | 1980–1996     |
| 3=    | Тревор Форд   | 38   | 23    | 0.61           | 1947–1957     |
| 3=    | Айвор Оллчерч | 68   | 23    | 0.34           | 1951–1966     |
| 5     | Дін Сондерс   | 75   | 22    | 0.29           | 1986–2001     |
| 6     | Аарон Ремзі   | 84   | 21    | 0.25           | 2008 — 2023   |
| 7     | Крейг Белламі | 78   | 19    | 0.24           | 1998–2013     |
| 8=    | Роберт Ерншоу | 59   | 16    | 0.27           | 2002–2011     |
| 8=    | Кліфф Джонс   | 59   | 16    | 0.27           | 1954–1970     |
| 8=    | Марк Г'юз     | 72   | 16    | 0.22           | 1984–1999     |

### Відомі колишні гравці
Члени Зали спортивної слави Уельсу
| - Айвор Оллчерч - Горас Блу - Рон Берджесс - Джон Чарлз - Тревор Форд - Раян Гіггз - Марк Г'юз - Брін Джонс - Кліфф Джонс - Фред Кінор - Джек Келсі | - Джордж Летем - Біллі Мередіт - Джиммі Мерфі - Айвор Павелл - Іан Раш - Альф Шервуд - Невілл Саутолл - Гері Спід - Джон Тошак - Террі Йорат |

Члени Зали слави англійського футболу
- 2002 – Джон Чарлз
- 2005 – Раян Гіггз
- 2006 – Іан Раш
- 2007 – Марк Г'юз, Біллі Мередіт
- 2013 – Кліфф Джонс
- 2015 – Айвор Оллчерч
- 2016 – Невілл Саутолл
- 2017 – Гері Спід

Включені до списку 100 легенд Футбольної ліги
| - Айвор Оллчерч - Джон Чарлз - Тревор Форд - Раян Гіггз | - Кліфф Джонс - Біллі Мередіт - Іан Раш - Невілл Саутолл |

## Статистика

### Чемпіонати світу
| Рік    | Фінальний етап       | Фінальний етап       | Фінальний етап       | Фінальний етап       | Фінальний етап       | Фінальний етап       | Фінальний етап       | Фінальний етап       |                      | Кваліфікація         | Кваліфікація         | Кваліфікація         | Кваліфікація         | Кваліфікація         | Кваліфікація |
| Рік    | Раунд                | М                    | І                    | В                    | Н                    | П                    | ГЗ                   | ГП                   | І                    | В                    | Н                    | П                    | ГЗ                   | ГП                   |              |
| ------ | -------------------- | -------------------- | -------------------- | -------------------- | -------------------- | -------------------- | -------------------- | -------------------- | -------------------- | -------------------- | -------------------- | -------------------- | -------------------- | -------------------- | ------------ |
| 1930   | Не були членами ФІФА | Не були членами ФІФА | Не були членами ФІФА | Не були членами ФІФА | Не були членами ФІФА | Не були членами ФІФА | Не були членами ФІФА | Не були членами ФІФА | Не були членами ФІФА | Не були членами ФІФА | Не були членами ФІФА | Не були членами ФІФА | Не були членами ФІФА | Не були членами ФІФА |              |
| 1934   | Не були членами ФІФА | Не були членами ФІФА | Не були членами ФІФА | Не були членами ФІФА | Не були членами ФІФА | Не були членами ФІФА | Не були членами ФІФА | Не були членами ФІФА | Не були членами ФІФА | Не були членами ФІФА | Не були членами ФІФА | Не були членами ФІФА | Не були членами ФІФА | Не були членами ФІФА |              |
| 1938   | Не були членами ФІФА | Не були членами ФІФА | Не були членами ФІФА | Не були членами ФІФА | Не були членами ФІФА | Не були членами ФІФА | Не були членами ФІФА | Не були членами ФІФА | Не були членами ФІФА | Не були членами ФІФА | Не були членами ФІФА | Не були членами ФІФА | Не були членами ФІФА | Не були членами ФІФА |              |
| 1950   | Не кваліфікувались   | Не кваліфікувались   | Не кваліфікувались   | Не кваліфікувались   | Не кваліфікувались   | Не кваліфікувались   | Не кваліфікувались   | Не кваліфікувались   | 3                    | 0                    | 1                    | 2                    | 1                    | 6                    |              |
| 1954   | Не кваліфікувались   | Не кваліфікувались   | Не кваліфікувались   | Не кваліфікувались   | Не кваліфікувались   | Не кваліфікувались   | Не кваліфікувались   | Не кваліфікувались   | 3                    | 0                    | 1                    | 2                    | 5                    | 9                    |              |
| 1958   | Чвертьфінал          | 6                    | 5                    | 1                    | 3                    | 1                    | 4                    | 4                    | 6                    | 4                    | 0                    | 2                    | 10                   | 5                    |              |
| 1962   | Не кваліфікувались   | Не кваліфікувались   | Не кваліфікувались   | Не кваліфікувались   | Не кваліфікувались   | Не кваліфікувались   | Не кваліфікувались   | Не кваліфікувались   | 2                    | 0                    | 1                    | 1                    | 2                    | 3                    |              |
| 1966   | Не кваліфікувались   | Не кваліфікувались   | Не кваліфікувались   | Не кваліфікувались   | Не кваліфікувались   | Не кваліфікувались   | Не кваліфікувались   | Не кваліфікувались   | 6                    | 3                    | 0                    | 3                    | 11                   | 9                    |              |
| 1970   | Не кваліфікувались   | Не кваліфікувались   | Не кваліфікувались   | Не кваліфікувались   | Не кваліфікувались   | Не кваліфікувались   | Не кваліфікувались   | Не кваліфікувались   | 4                    | 0                    | 0                    | 4                    | 3                    | 10                   |              |
| 1974   | Не кваліфікувались   | Не кваліфікувались   | Не кваліфікувались   | Не кваліфікувались   | Не кваліфікувались   | Не кваліфікувались   | Не кваліфікувались   | Не кваліфікувались   | 4                    | 1                    | 1                    | 2                    | 3                    | 5                    |              |
| 1978   | Не кваліфікувались   | Не кваліфікувались   | Не кваліфікувались   | Не кваліфікувались   | Не кваліфікувались   | Не кваліфікувались   | Не кваліфікувались   | Не кваліфікувались   | 4                    | 1                    | 0                    | 3                    | 3                    | 4                    |              |
| 1982   | Не кваліфікувались   | Не кваліфікувались   | Не кваліфікувались   | Не кваліфікувались   | Не кваліфікувались   | Не кваліфікувались   | Не кваліфікувались   | Не кваліфікувались   | 8                    | 4                    | 2                    | 2                    | 12                   | 7                    |              |
| 1986   | Не кваліфікувались   | Не кваліфікувались   | Не кваліфікувались   | Не кваліфікувались   | Не кваліфікувались   | Не кваліфікувались   | Не кваліфікувались   | Не кваліфікувались   | 6                    | 3                    | 1                    | 2                    | 7                    | 6                    |              |
| 1990   | Не кваліфікувались   | Не кваліфікувались   | Не кваліфікувались   | Не кваліфікувались   | Не кваліфікувались   | Не кваліфікувались   | Не кваліфікувались   | Не кваліфікувались   | 6                    | 0                    | 2                    | 4                    | 4                    | 8                    |              |
| 1994   | Не кваліфікувались   | Не кваліфікувались   | Не кваліфікувались   | Не кваліфікувались   | Не кваліфікувались   | Не кваліфікувались   | Не кваліфікувались   | Не кваліфікувались   | 10                   | 5                    | 2                    | 3                    | 19                   | 12                   |              |
| 1998   | Не кваліфікувались   | Не кваліфікувались   | Не кваліфікувались   | Не кваліфікувались   | Не кваліфікувались   | Не кваліфікувались   | Не кваліфікувались   | Не кваліфікувались   | 8                    | 2                    | 1                    | 5                    | 20                   | 21                   |              |
| 2002   | Не кваліфікувались   | Не кваліфікувались   | Не кваліфікувались   | Не кваліфікувались   | Не кваліфікувались   | Не кваліфікувались   | Не кваліфікувались   | Не кваліфікувались   | 10                   | 1                    | 6                    | 3                    | 10                   | 12                   |              |
| 2006   | Не кваліфікувались   | Не кваліфікувались   | Не кваліфікувались   | Не кваліфікувались   | Не кваліфікувались   | Не кваліфікувались   | Не кваліфікувались   | Не кваліфікувались   | 10                   | 2                    | 2                    | 6                    | 10                   | 15                   |              |
| 2010   | Не кваліфікувались   | Не кваліфікувались   | Не кваліфікувались   | Не кваліфікувались   | Не кваліфікувались   | Не кваліфікувались   | Не кваліфікувались   | Не кваліфікувались   | 10                   | 4                    | 0                    | 6                    | 9                    | 12                   |              |
| 2014   | Не кваліфікувались   | Не кваліфікувались   | Не кваліфікувались   | Не кваліфікувались   | Не кваліфікувались   | Не кваліфікувались   | Не кваліфікувались   | Не кваліфікувались   | 10                   | 3                    | 1                    | 6                    | 9                    | 20                   |              |
| 2018   | Не кваліфікувались   | Не кваліфікувались   | Не кваліфікувались   | Не кваліфікувались   | Не кваліфікувались   | Не кваліфікувались   | Не кваліфікувались   | Не кваліфікувались   | 10                   | 4                    | 5                    | 1                    | 13                   | 6                    |              |
| 2022   | груповий етап        | 30                   | 3                    | 0                    | 1                    | 2                    | 1                    | 5                    | 10                   | 6                    | 3                    | 1                    | 17                   | 10                   |              |
| 2026   | В процесі            | В процесі            | В процесі            | В процесі            | В процесі            | В процесі            | В процесі            | В процесі            | В процесі            | В процесі            | В процесі            | В процесі            | В процесі            | В процесі            |              |
| Всього | Чвертьфінал          | 2/22                 | 8                    | 1                    | 4                    | 3                    | 5                    | 9                    | 130                  | 43                   | 29                   | 58                   | 168                  | 180                  |              |

### Чемпіонат Європи
| Рік    | Фінальний етап     | Фінальний етап     | Фінальний етап     | Фінальний етап     | Фінальний етап     | Фінальний етап     | Фінальний етап     | Фінальний етап     |                    | Кваліфікація       | Кваліфікація       | Кваліфікація       | Кваліфікація       | Кваліфікація       | Кваліфікація |
| Рік    | Раунд              | М                  | І                  | В                  | Н                  | П                  | ГЗ                 | ГП                 | І                  | В                  | Н                  | П                  | ГЗ                 | ГП                 |              |
| ------ | ------------------ | ------------------ | ------------------ | ------------------ | ------------------ | ------------------ | ------------------ | ------------------ | ------------------ | ------------------ | ------------------ | ------------------ | ------------------ | ------------------ | ------------ |
| 1960   | Не кваліфікувались | Не кваліфікувались | Не кваліфікувались | Не кваліфікувались | Не кваліфікувались | Не кваліфікувались | Не кваліфікувались | Не кваліфікувались | Не кваліфікувались | Не кваліфікувались | Не кваліфікувались | Не кваліфікувались | Не кваліфікувались | Не кваліфікувались |              |
| 1964   | Не кваліфікувались | Не кваліфікувались | Не кваліфікувались | Не кваліфікувались | Не кваліфікувались | Не кваліфікувались | Не кваліфікувались | Не кваліфікувались | 2                  | 0                  | 1                  | 1                  | 2                  | 4                  |              |
| 1968   | Не кваліфікувались | Не кваліфікувались | Не кваліфікувались | Не кваліфікувались | Не кваліфікувались | Не кваліфікувались | Не кваліфікувались | Не кваліфікувались | 6                  | 1                  | 2                  | 3                  | 6                  | 12                 |              |
| 1972   | Не кваліфікувались | Не кваліфікувались | Не кваліфікувались | Не кваліфікувались | Не кваліфікувались | Не кваліфікувались | Не кваліфікувались | Не кваліфікувались | 6                  | 2                  | 1                  | 3                  | 5                  | 6                  |              |
| 1976   | Не кваліфікувались | Не кваліфікувались | Не кваліфікувались | Не кваліфікувались | Не кваліфікувались | Не кваліфікувались | Не кваліфікувались | Не кваліфікувались | 8                  | 5                  | 1                  | 2                  | 15                 | 7                  |              |
| 1980   | Не кваліфікувались | Не кваліфікувались | Не кваліфікувались | Не кваліфікувались | Не кваліфікувались | Не кваліфікувались | Не кваліфікувались | Не кваліфікувались | 6                  | 3                  | 0                  | 3                  | 11                 | 8                  |              |
| 1984   | Не кваліфікувались | Не кваліфікувались | Не кваліфікувались | Не кваліфікувались | Не кваліфікувались | Не кваліфікувались | Не кваліфікувались | Не кваліфікувались | 6                  | 2                  | 3                  | 1                  | 7                  | 6                  |              |
| 1988   | Не кваліфікувались | Не кваліфікувались | Не кваліфікувались | Не кваліфікувались | Не кваліфікувались | Не кваліфікувались | Не кваліфікувались | Не кваліфікувались | 6                  | 2                  | 2                  | 2                  | 7                  | 5                  |              |
| 1992   | Не кваліфікувались | Не кваліфікувались | Не кваліфікувались | Не кваліфікувались | Не кваліфікувались | Не кваліфікувались | Не кваліфікувались | Не кваліфікувались | 6                  | 4                  | 1                  | 1                  | 8                  | 6                  |              |
| 1996   | Не кваліфікувались | Не кваліфікувались | Не кваліфікувались | Не кваліфікувались | Не кваліфікувались | Не кваліфікувались | Не кваліфікувались | Не кваліфікувались | 10                 | 2                  | 2                  | 6                  | 9                  | 19                 |              |
| 2000   | Не кваліфікувались | Не кваліфікувались | Не кваліфікувались | Не кваліфікувались | Не кваліфікувались | Не кваліфікувались | Не кваліфікувались | Не кваліфікувались | 8                  | 3                  | 0                  | 5                  | 7                  | 16                 |              |
| 2004   | Не кваліфікувались | Не кваліфікувались | Не кваліфікувались | Не кваліфікувались | Не кваліфікувались | Не кваліфікувались | Не кваліфікувались | Не кваліфікувались | 10                 | 4                  | 2                  | 4                  | 13                 | 11                 |              |
| 2008   | Не кваліфікувались | Не кваліфікувались | Не кваліфікувались | Не кваліфікувались | Не кваліфікувались | Не кваліфікувались | Не кваліфікувались | Не кваліфікувались | 12                 | 4                  | 3                  | 5                  | 18                 | 19                 |              |
| 2012   | Не кваліфікувались | Не кваліфікувались | Не кваліфікувались | Не кваліфікувались | Не кваліфікувались | Не кваліфікувались | Не кваліфікувались | Не кваліфікувались | 8                  | 3                  | 0                  | 5                  | 6                  | 10                 |              |
| 2016   | Півфінал           | 3                  | 6                  | 4                  | 0                  | 2                  | 10                 | 6                  | 10                 | 6                  | 3                  | 1                  | 11                 | 4                  |              |
| 2020   | 1/8 фіналу         | 16                 | 4                  | 1                  | 1                  | 2                  | 3                  | 6                  | 8                  | 4                  | 2                  | 2                  | 10                 | 6                  |              |
| 2024   | Не кваліфікувались | Не кваліфікувались | Не кваліфікувались | Не кваліфікувались | Не кваліфікувались | Не кваліфікувались | Не кваліфікувались | Не кваліфікувались | 8                  | 3                  | 3                  | 2                  | 10                 | 10                 |              |
| Всього | Півфінал           | 2/16               | 10                 | 5                  | 1                  | 4                  | 13                 | 12                 | 120                | 48                 | 26                 | 46                 | 145                | 149                |              |

### Ліга націй УЄФА
| Результат | Результат | Результат      | Результат      | Результат      | Результат      | Результат      | Результат      | Результат      | Результат      | Результат      |
| Сезон     | Дивізіон  | Група          | І              | В              | Н              | П              | М+             | М-             | П/П            | Рей            |
| --------- | --------- | -------------- | -------------- | -------------- | -------------- | -------------- | -------------- | -------------- | -------------- | -------------- |
| 2018–19   | B         | 4              | 4              | 2              | 0              | 2              | 6              | 5              | ▬              | 19-е           |
| 2020–21   | B         | 4              | 6              | 5              | 1              | 0              | 7              | 1              |                | 17-е           |
| 2022–23   | A         | 4              | 6              | 0              | 1              | 5              | 6              | 11             |                | 16-е           |
| 2024—25   | B         | Буде визначено | Буде визначено | Буде визначено | Буде визначено | Буде визначено | Буде визначено | Буде визначено | Буде визначено | Буде визначено |
| Всього    | Всього    | Всього         | 16             | 7              | 2              | 7              | 19             | 17             |                |                |

## Досягнення
- Переможець Домашнього чемпіонату Великої Британії (12 разів, в тому числі 7 — одноосібно): 1906–07[en], 1919–20[en], 1923–24[en], 1927–28[en], 1932–33[en], 1933–34[en], 1936–37[en], 1938–39[en] (спільний), 1951–52[en] (спільний), 1955–56[en] (спільний), 1959–60[en] (спільний), 1969–70[en] (спільний)
- Чвертьфіналіст Чемпіонату світу 1958 року.
- Півфіналіст Чемпіонату Європи 2016 року.

## Ігри зУкраїною
| Дата            | Місце гри | Статус            | Господар | Рахунок | Гість   |
| --------------- | --------- | ----------------- | -------- | ------- | ------- |
| 28 березня 2001 | Кардіфф   | відбір до ЧС-2002 | Уельс    | 1:1     | Україна |
| 6 червня 2001   | Київ      | відбір до ЧС-2002 | Україна  | 1:1     | Уельс   |
| 28 березня 2016 | Київ      | Товариський матч  | Україна  | 1:0     | Уельс   |
| 5 червня 2022   | Кардіфф   | відбір до ЧС-2022 | Уельс    | 1:0     | Україна |